# 安德烈亚斯·特尔策
安德烈亚斯·特尔策（德語：Andreas Tölzer，1980年1月27日—），德国男子柔道运动员。他曾代表德国参加2004年、2008年和2012年夏季奥林匹克运动会柔道比赛，其中2012年奥运会获得一枚铜牌。